# Kansas City Bomber
Kansas City Bomber es una película de drama deportivo estadounidense de 1972 estrenada por Metro-Goldwyn-Mayer, dirigida por Jerrold Freedman y protagonizada por Raquel Welch. También marca una de las primeras apariciones cinematográficas de Jodie Foster.

## Argumento
La película es una mirada al interior del mundo de Roller Games, entonces una liga popular de entretenimiento deportivo, una versión más teatral de roller derby.
La historia se centra en K. C. Carr, quien acaba de dejar su antiguo equipo en Kansas City, Misuri, para comenzar su vida como madre soltera nuevamente en Portland, Oregón, con un equipo llamado Portland Loggers. El propietario de los Loggers, Burt Henry, está claramente interesado en ella, y él y K. C. salen en una cita. Henry tiene un lado bastante despiadado: intercambia al mejor amigo y compañero de cuarto de K. C. en el equipo, y cuando ve que el patinador estrella "Horrible" Hank Hopkins (Norman Alden) está interesado en ella, manipula a la audiencia para que abuchee a Hopkins, haciendo que pierda su trabajo. El final del juego de Henry es organizar una carrera entre K. C. y su compañera de equipo y rival Jackie Burdette, con K. C. perdiendo deliberadamente para poder unirse a Henry en un nuevo equipo que está organizando en Chicago. Sin embargo, K. C. ya no confía en Henry (o en sus promesas de dejarla llevar a sus hijos, un hijo y una hija) y gana la carrera.

## Reparto
- Raquel Welch como K. C. Carr.
- Kevin McCarthy como Burt Henry.
- Helena Kallianiotes como Jackie Burdette.
- Norman Alden como "Horrible" Hank Hopkins.
- Jeanne Cooper como Vivien, entrenadora.
- Richard Lane como Jen, portavoz de televisión.
- Jodie Foster como Rita.
- Shelly Novack como Ben.
- Russ Marin como Dick Wicks.
- Bill McKinney como Buddy Taylor (sin acreditar).

## Producción

### Desarrollo
La película fue escrita por Barry Sandler como una tesis de maestría de Universidad de California en Los Ángeles (UCLA), con Welch en mente para el papel principal. «Raquel era una gran estrella en ese momento, algo así como la diosa de la cultura pop», recordó Sandler. «Pensé que sería genial verla como una reina del roller derby; parecía una combinación perfecta de la cultura pop con ese papel».
Aunque Sandler y Welch compartían la misma agencia, ICM, él era un guionista muy nuevo y no estaba seguro de si el guion sería leído. Entregó una copia personalmente a la casa que Welch luego compartió con su entonces esposo y agente, Patrick Curtis. Curtis compró el guion en marzo de 1971 para su productora, Curtwel Productions. «Ella era una gran estrella en ese momento, y eso significaba que si quería hacerlo, la película se haría», dijo Sandler.
«Creo que me tenía en mente cuando lo escribió», dijo Welch. «La chica es más que un poco perra».
Sandler dice que el guion original era muy diferente de lo que se convirtió en la película:
[Era] una pieza de carácter oscura, áspera, más en la línea de Requiem for a Heavyweight. Se trata de una joven de Kansas City que se va a Hollywood soñando con la fama y la fortuna, triunfando en el cine, y en realidad no es lo suficientemente buena para hacerlo, pero está desesperada por hacerse un nombre y llamar la atención. Ella lucha y lucha, y nunca lo logra, y luego, un día, conoce a una ex reina del roller derby golpeada, magullada y quemada que la toma bajo su ala y la entrena, y trata de conseguirla. involucrado en el roller derby. De alguna manera la muestra convirtiéndose en una estrella del roller derby, y la ironía es que lo logra en el roller derby, pero como un trofeo negro... como una chica mala a la que silban, golpean y escupen todas las semanas. . La ironía es que ella es capaz de encontrar el estrellato que anhelaba desesperadamente, pero no como una estrella de cine, sino como una estrella en la pista de patinaje sobre ruedas que es abucheada y escupida todas las semanas. Y entonces es un poco oscuro, y mucho más áspero y diferente, casi en la línea de Midnight Cowboy.
La película originalmente se iba a hacer en Warner Bros, luego en United Artists. Finalmente, Welch se divorció de Curtis e hizo la película para su propia compañía en asociación con Artists Entertainment Complex y Levy-Gardner-Laven. La película fue parcialmente financiada y distribuida por Metro-Goldwyn-Mayer, cuyo presidente, James T. Aubrey, estuvo vinculado sentimentalmente con Welch durante un tiempo.
En el transcurso de pasar de un estudio a otro, el guion se reescribió en gran medida. Muchos sintieron que el guion final reflejaba la vida de la legendaria estrella del Roller Derby, Ann Calvello, quien en 1953 se divorció de su esposo, dejó a su pequeña hija con la familia de su exesposo mientras regresaba al mundo del patinaje para ganarse la vida, algo que era inaudito durante la década de 1950. El guion encarnó perfectamente las luchas de la vida real de Calvello. Sandler dijo más tarde que si la película se hubiera hecho en Warner Bros, «se habrían apegado» a la concepción original:
Warner Brothers era un estudio mucho más aventurero en ese momento. Estaban haciendo The Devils y La naranja mecánica, Performance ... se quedaron con ese tipo de películas. . . . MGM quería vender a Raquel Welch con una camiseta ajustada de roller derby, corriendo por la pista. Escucha, no fueron estúpidos, fueron inteligentes al hacer eso. Ciertamente les hizo ganar mucho dinero, y habría sido un proyecto mucho más arriesgado ir por el otro lado. No estaban seguros de si Raquel podría lograrlo. Creo que podría haberlo hecho, pero querían jugar de manera mucho más segura e ir con una historia de roller derby mucho más directa. Entonces, la película se hizo así, y creo que es bastante buena, pero es un tipo de película diferente a la versión que imaginé.

Raquel Welch habló en detalle de su personaje ante la prensa:
La motivación del personaje que interpreto es simplemente ganar dinero en la vida y lograr un sentido de identidad. Hay una futilidad en lo que hace. La forma de la pista es su vida, dando vueltas y vueltas, sin ir a ninguna parte. Pero los profesionales, los verdaderos patinadores que trabajaron conmigo, fueron fantásticos. La mayoría de ellos sufren de la misma imagen que yo. Están en patines, están acolchados, están en una pista elevada. La mayoría de la gente tiende a pensar en estas chicas como amazonas. Pero la mayoría de ellas son incluso más pequeños que yo. No son tan musculosas ni tan masculinas como cabría esperar. Tengo un problema similar. La mayoría de las personas se sienten decepcionadas si las bisagras de la puerta no se rompen cuando entro en una habitación.
«Está todo preparado, como todos saben», dijo Welch sobre el patinaje. «Es una lástima que no pueda ser un deporte más legítimo. Los patinadores tienen una gran capacidad atlética. No soy mucho de un atleta. . . Para la película tuve que aprender a patinar de nuevo. No había patinado desde que tenía siete años».

### Rodaje
El rodaje debía haber comenzado en febrero de 1972. Welch practicó patinaje durante varios meses, entrenando con equipos profesionales, usando una peluca y anteojos oscuros y haciéndose pasar por un periodista que investigaba una historia. En enero, se construyó una pista en el escenario de sonido de MGM, lo que permitió a Welch practicar todos los días. Se rompió la muñeca derecha durante una sesión de patinaje de velocidad, lo que obligó a retrasar el rodaje ocho semanas hasta abril.
El rodaje tuvo lugar en Portland, Oregón. Dos semanas después del rodaje, Welch sufrió un corte en el labio y la cara hinchada durante una escena de pelea con su coprotagonista Helena Kallianiotes. Un portavoz de MGM dijo que las dos actrices «se dejaron llevar» y Welch «fue golpeada». Welch dijo más tarde que también se lastimó las rodillas, tuvo un espasmo en el músculo trapecio, tuvo algunos hematomas en la cabeza y sufrió varios dolores de cabeza.
La película usó estrellas de la vida real del National Skating Derby, Roller Games, como extras no acreditados, como Patti Cavin ('Big Bertha' Bogliani), Judy Arnold, Ralph Valladares, Ronnie Rains, Judy Sowinski, Richard Brown, Tonette Kadrmas y Juan Hall. También se utilizaron lugares reales de roller derby en Kansas City, Fresno y Portland para escenas clave.
«La película fue divertida», dijo Welch. «Me gusta estar en películas físicas. Y Roller Games es un microcosmos de este país, el tipo de cosas que creamos».
Ella elaboró:
El juego es casi espectáculo, es un ambiente de carnaval, pero puedo entender su popularidad. La mayoría de los espectadores son gente básica y hay algo catártico en ver a la gente ser abandonada. Los gritos crean un cierto tipo de intensidad. El tipo de violencia te atrae, te involucra. Las patinadoras son duras, pero creo que todas las mujeres son duras. En el fondo, las patinadoras no son más duras que la mayoría de las mujeres del mundo. El patinaje es una vida agitada, sudorosa y funky. No quiero hacer otra película sobre eso. He hecho mi número. Pero lo disfruté.
Welch dijo más tarde que esta fue la primera de sus películas que realmente le gustó.

## Banda sonora
El compositor Phil Ochs escribió una canción del mismo título; tenía la intención de que fuera la canción principal de la película, pero Metro-Goldwyn-Mayer la rechazó. Ochs hizo que A&M Records publicara la canción como sencillo de todos modos. Esperaba debutar públicamente la canción en la pista de Los Angeles Thunderbirds durante una grabación de televisión de Roller Games en el Gran Auditorio Olímpico de Los Ángeles, ya que muchos de los patinadores de los Thunderbirds habían aparecido en la película como extras, y el locutor Dick Lane tuvo un pequeño papel hablado; sin embargo, el propietario de los Thunderbirds, Bill Griffiths Sr., también rechazó esa idea. Don Ellis contribuyó con la banda sonora de la película.

## Recepción

### Taquilla
James Aubrey luego afirmó que la película fue uno de los lanzamientos más exitosos de MGM en 1972, después de Shaft y Skyjacked. El éxito de la película hizo que subiera el precio de las acciones de Artist Entertainment Complex. Barry Sandler dice que la película fue rentable y resultó lucrativa para él.

### Respuesta crítica
Roger Greenspun de The New York Times escribió que:
Jerrold Freedman ha dirigido "Kansas City Bomber" con miras a la acción contundente y los detalles valientes. Pero no creo que su ojo sea lo suficientemente agudo o lo suficientemente rápido o incluso lo suficientemente abierto. Sus escenas de juegos de ruedas parecen auténticas pero poco emocionantes; y su mayor contribución estilística es permitirse una inclinación por acercar su cámara hacia atrás, dejando a los personajes atrapados detrás de las ventanas en un aislamiento dramático pretencioso y, a menudo, ridículo. . . . La única actuación increíble de la película proviene de Helena Kailianiotes, como Jackie Burdette. Descansando hoscamente en los portales, mirando malhumorada al vacío, bebiendo alcohol de una botella escondida en una bota de patinaje, se lanza a los perros con una pasión inapropiada lo suficientemente rica como para sugerir que las [ligas] menores intercambiaron a Sarah Bernhardt con la Comédie-Française.
Arthur Murphy de Variety escribió: «Raquel Welch protagoniza uno de sus papeles más efectivos hasta la fecha. La acción ruda y de lucha satisfará con creces a aquellos que disfrutan de ese tipo de carnicería comercial, mientras que el guion explora hábilmente la manipulación cínica de los jugadores y el público».
Gene Siskel del Chicago Tribune le dio a la película 3 estrellas de 4 y pensó que era «más que divertida. Es un gas».
Kevin Thomas, de Los Angeles Times, pensó que Welch «presenta una caracterización tan inesperada como persuasiva» y dijo que la película «es una porción bien observada de la americana contemporánea» que «marca la mayoría de edad de Raquel Welch como actriz y es un triunfo personal para ella después de sobrevivir a más películas podridas de las que nadie quisiera recordar».
Tom Milne de The Monthly Film Bulletin escribió que durante «unos minutos» la película fue «rápida, furiosa y divertida», hasta que la película «con un guion deprimente» se volvió seria.
Joyce Haber la calificó como una de las peores películas de 1972.

## Premios y honores
Helena Kallianiotes fue nominada a un Globo de Oro a la mejor actriz de reparto - película.

## Legado
La película fue muy publicitada durante el rodaje. Esto inspiró a Roger Corman a financiar una película de explotación ambientada en el mundo de los patines, Unholy Rollers. Welch parodió la película como parte de su actuación en Las Vegas a finales de 1972.
Welch dijo más tarde que se consideraba «buena» en la película al igual que lo fue en Myra Breckinridge (1970) y El fin de Sheila (1973), «pero ser buena en una mala película no hace nada por tu carrera». En 1978 dijo que la película era una de las pocas en su carrera con la que estaba feliz, siendo las otras El animal y Los tres mosqueteros.